# Iraq for Sale: The War Profiteers
Iraq for Sale: The War Profiteers (br: Iraque à Venda: Os Lucros da Guerra) é um documentário estadunidense produzido por Robert Greenwald e Brave New Films. Produzido enquanto a Guerra do Iraque estava em pleno andamento, o filme lida com o alegado lucro da guerra e negligência dos empreiteiros privados e consultores que foram ao Iraque no âmbito do esforço de guerra dos Estados Unidos.
Especificamente, o filme alega quatro principais empreiteiros - Blackwater, K.B.R.-Halliburton, CACI e Titan - que foram superfaturados através do governo dos Estados Unidos e fazendo o trabalho precário, ao mesmo tempo pondo em perigo as vidas dos soldados norte-americanos, civis iraquianos e seus próprios funcionários. Estas empresas foram responsáveis de "praticamente tudo, exceto a matança real", incluindo comida, roupa, habitação, segurança, recolha de informações e interrogatório.